# Tiago Nené
Tiago Nené (Tavira, 29 de Março de 1982) é um poeta e tradutor português, residente em Faro.
Publicou Versos Nus, em setembro de 2007 (ed. Magna). Editou em Espanha, com edição bilingue, o livro Polishop (Colecção Palavra Ibérica - ed. Punta Umbría), e, em 2012, Relevo Móbil Num Coração de Tempo (ed: Lua de Marfim). Publicou, ainda, em 2011, sob pseudónimo Sylvia Beirute, o livro Uma Prática para Desconserto (ed: 4águas).
Em 2013, recebeu uma menção honrosa no Prémio Nacional de Poesia da Vila de Fânzeres, com o livro ainda inédito Nuvem com Superfície variável.
Em 2017 venceu a 12ª edição do Prémio Literário Maria Amália de Carvalho (modalidade de Poesia) com a obra Este Obscuro Objecto do Desejo. O júri, constituído por Isabel Mendes Ferreira, António Correia Tavares (representando a Associação Portuguesa de Escritores) e Margarida Vale de Gato deliberou por unanimidade.
Traduziu para português os livros: O Sítio Justo, de Rafael Camarasa, Agência do Medo, de Santiago Aguaded Landero, Decantação, de Aida Monteón, Na barca Lusitana (antologia de poesia de Porto Rico) e Ninho, de Jaime Romero Ruiz de Castro.
Desenvolveu atividades na promoção da poesia do Algarve e pequenos cursos de escrita. Tem escrito em diversas publicações, como a revista Minguante, o Jornal Mundo Universitário, Revista Big Ode, Revista Inútil, Piolho, Estúpida, Sulscrito, entre outras. Fundou com Fernando Esteves Pinto a associação cultural Linguagem de Cálculo e participou no Sulscrito. Fundou o Texto-al, com Luís Ene e Carlos Campaniço.
Participou, como autor convidado, em encontros e conferências de escritores como o Palavra Ibérica (Punta Umbría), Edita (Huelva), Raias Poéticas (Famalicão) e Correntes d’Escritas (Póvoa de Varzim).
Está representado em diversas antologias de poesia, com destaque para Os Dias do Amor - Um Poema Para Cada Dia do Ano (Ministério dos Livros, 2009); 100 Poemas Para Albano Martins (Labirinto, 2012), Algarve - 12 Poetas a Sul do Século XXI (Livros Capital, 2012) e Meditações sobre o Fim (Hariemuj 2012).
É licenciado em Direito pela Universidade Católica Portuguesa (Lisboa) e é advogado em Faro. 

## Prêmios e honrarias
- Prémio Literário Maria Amália Vaz de Carvalho com a obra "Este Obscuro Objecto do Desejo" (Vencedor), 2017[1]
- Prémio Nacional de Poesia da Vila de Fânzeres com a obra "Nuvem com Superfície Variável" (Menção Honrosa), 2013